# Elsa (Disney)
Elsa di Arendelle, meglio nota semplicemente come Elsa,  è una delle protagoniste dei film d'animazione Frozen - Il regno di ghiaccio e Frozen II - Il segreto di Arendelle, prodotti da Walt Disney Animation Studios.
Creata dal regista Chris Buck, Elsa è liberamente ispirata alla regina delle nevi dell'omonima fiaba di Hans Christian Andersen.

## Biografia del personaggio

### Frozen - Il regno di ghiaccio(2013)
Elsa è nata con l'abilità di creare e controllare il ghiaccio e la neve. Da bambina, utilizza questo potere per giocare con la sorellina Anna, finché la ferisce accidentalmente. Anna viene guarita dai troll, che avvisano il re e la regina che i poteri di Elsa cresceranno, diventando bellissimi ma molto pericolosi. Mentre ad Anna vengono cancellati i ricordi dell'accaduto e dei poteri magici della sorella, Elsa rimane traumatizzata e viene barricata nella sua camera. Le vengono anche dati dei guanti per sopprimere i suoi poteri e, al contempo, le sue emozioni, ma la magia continua a crescere, mentre Elsa diventa sempre più timorosa di ferire coloro che ama. Il re e la regina muoiono poi in un incidente in mare durante l'adolescenza delle sorelle, lasciandole ancora più sole e isolate.
Raggiunta la maggiore età, Elsa si prepara a essere incoronata regina. Nonostante sia spaventata, l'incoronazione procede senza intoppi, finché, al ricevimento, Anna chiede la sua benedizione per sposare il principe Hans, incontrato quel giorno. Elsa rifiuta il suo fidanzamento con una persona che a malapena conosce e le due iniziano a discutere, e la rabbia libera i poteri di Elsa. Davanti alle reazioni inorridite degli ospiti e all'accusa di essere un mostro, Elsa scappa e provoca inavvertitamente un inverno eterno su Arendelle. Ritiratasi sulle montagne, decide di abbracciare i suoi poteri e costruisce un palazzo di ghiaccio dove vivere libera. Proprio al castello viene raggiunta da Anna e dal montanaro Kristoff, intenzionati a farla tornare ad Arendelle. Quando lei rifiuta di andarsene, Anna le racconta dello stato in cui ha lasciato il regno ed Elsa, atterrita, libera la magia, congelando per sbaglio il cuore della sorella, che potrà essere guarito solo da un atto di vero amore. Kristoff soccorre Anna, mentre Elsa crea un gigante di neve per cacciarli.
Successivamente, Hans e un manipolo di soldati assediano il castello di ghiaccio e riescono a rinchiuderla nelle segrete di Arendelle. Hans le chiede di far cessare l'inverno, ma la ragazza ammette di non sapere come. Elsa riesce ad evadere, provocando però una tempesta di neve veicolata dalla sua paura. Questa si ferma solo quando Hans, mentendole, la informa che Anna è morta per colpa sua ed Elsa, devastata, si accascia a terra. Hans solleva la spada per ucciderla, ma Anna interviene e blocca la lama mentre, nello stesso momento, si trasforma in una statua di ghiaccio. Poco dopo, però, inizia a scongelarsi, in quanto la scelta di salvare la sorella è stata l'atto di vero amore necessario per salvarla. Elsa comprende che l'amore è la chiave per controllare i suoi poteri e libera Arendelle dall'inverno. Riappacificatasi con Anna, riprende il suo posto sul trono.

### C'era una volta(2011-2018)

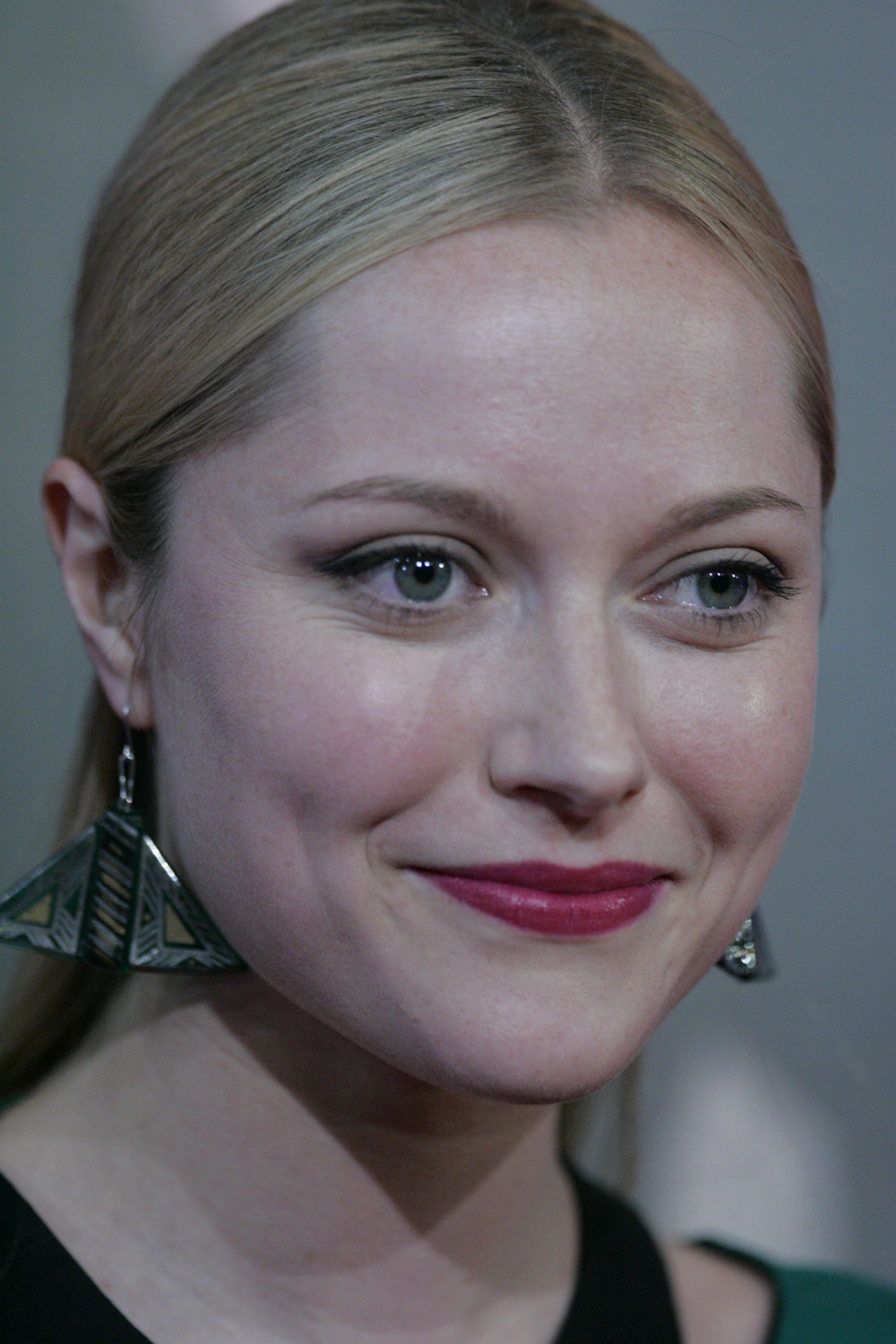
Georgina Haig, interprete di Elsa nella serie TV C'era una volta, nel 2013

Al termine dell'ultimo episodio della terza stagione della serie televisiva C'era una volta, Emma Swan e Capitan Uncino portano inconsapevolmente con sé dal passato un'urna appartenuta a Tremotino. L'urna si apre, liberando dell'acqua che si solidifica diventando Elsa. Questa usa i propri poteri per distruggere ciò che resta della sua prigione e se ne va, lasciando una scia di terreno ghiacciato. Elsa appare quindi nella quarta stagione della serie come personaggio regolare della storia, interpretata da Georgina Haig e doppiata nuovamente da Serena Autieri. Ella intrappola Storybrooke in una prigione di ghiaccio impedendo agli abitanti di fuggire. Elsa, inoltre, fa amicizia con Emma, rivelandole che è alla ricerca di sua sorella Anna.
La serie TV approfondisce le vicende successive al film, e ad Elsa viene dato il titolo di Regina dei ghiacci, mentre il titolo di Regina delle nevi spetta a Ingrid, personaggio creato ex-novo come zia di Elsa ed Anna (in quanto sorella maggiore della loro madre), connessa anche al passato di Emma Swan.

### Frozen Fever(2015)
Un anno dopo le vicende raccontate in Frozen - Il regno di ghiaccio, Elsa organizza la festa di compleanno di Anna, ma, a causa di un raffreddore, crea innumerevoli piccoli pupazzi di neve viventi che provocano vari guai e che vengono poi spediti al castello di ghiaccio a vivere con il gigante Marshmallow.

### Frozen - Le avventure di Olaf(2017)
In occasione dell'uscita nelle sale del film Pixar Coco, il 22 novembre 2017, verrà distribuita la featurette Olaf's Frozen Adventure, diretta da Kevin Deters e Stevie Wermers. Protagonista sarà il pupazzo Olaf, che cercherà di recuperare le migliori tradizioni natalizie per Anna, Elsa e Kristoff. Il corto in CGI presenterà sei nuove canzoni originali ad opera di Elyssa Samsel e Kate Anderson.

### Frozen II - Il segreto di Arendelle(2019)
Elsa ed Anna riappaiono nel sequel chiamato Frozen II - Il segreto di Arendelle, ambientato cronologicamente dopo Frozen - Il regno di ghiaccio e i due spin-off Frozen Fever e Frozen - Le avventure di Olaf.

## Caratterizzazione

### Poteri e abilità
Elsa possiede la magica capacità di evocare e manipolare il ghiaccio e la neve (criocinesi). Può dare vita a dei pupazzi di neve (come Olaf) e creare vestiti di ghiaccio o piccoli fiocchi di neve. Con le sue abilità con cui è nata, Elsa può manifestare e modellare varie strutture fatte di ghiaccio e neve, o fenomeni freddi dalle raffiche di neve alle bufere di neve. La maggior parte dei suoi poteri sono scatenati dalle sue mani e controllati dalle sue emozioni.
Forse l'aspetto più notevole dei poteri di Elsa è la loro dipendenza dallo stato emotivo di quest'ultima: quando è calma o sente l'amore, ha il controllo completo sulle sue capacità ed è in grado di produrre una meravigliosa magia. Ma quando Elsa è stressata o sente paura, i suoi poteri sono instabili e possono essere pericolosi per quelli che la circondano. Tuttavia, quando sentì l'amore, Elsa fu in grado di invertire completamente gli effetti del suo incantesimo invernale e riportò l'estate in pochi momenti.
Anche se ha poteri magici, anche Elsa è fisicamente formidabile, avendo avuto abbastanza resistenza da correre fino a notte fonda da Arendelle fino alla Montagna del Nord.
Elsa possiede anche un certo grado di abilità artistica, poiché è stata in grado di basare un intero palazzo su un fiocco di neve. In effetti, Elsa si è ripetutamente mostrata usando lo stesso disegno a fiocco di neve; apparve non solo sul pavimento del palazzo, ma anche sulle porte del palazzo, sul lampadario di ghiaccio, sui suoi vestiti e accessori per capelli, e persino sulla forma congelata di Anna. In un'altra vetrina della sua abilità artistica, Elsa ha congelato l'acqua nelle fontane del cortile in un disegno intricato e ha usato il ghiaccio per decorare l'intero castello.

## Concezione e sviluppo

### Origini e concezione

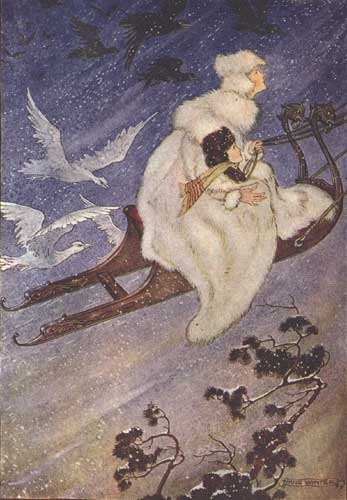
Un'illustrazione della Regina delle Nevi, il personaggio su cui Elsa è basata

I primi tentativi di Walt Disney di realizzare un film da La regina delle nevi risalgono al 1939. La storia originale racconta di due bambini, Gerda e Kai, quest'ultimo maledetto dalla negatività dopo essere stato colpito al cuore dalla scheggia di uno specchio magico, e più tardi rapito dalla regina delle nevi. Tuttavia, Disney voleva creare una versione credibile e multidimensionale del personaggio del titolo, che avrebbe dovuto essere cattivo. Nella fiaba, ella è descritta come "una donna avvolta in sottilissimi veli bianchi che sembravano formati da milioni di fiocchi di neve brillanti come stelle. Era molto bella e fine, ma fatta di ghiaccio, di un ghiaccio splendente e brillante, eppure era viva; gli occhi osservavano come due chiare stelle, ma non c'era pace né tranquillità in loro". Disney non riuscì a trovare un modo per renderla più "reale" e alla fine abbandonò l'idea del film.
Vari registi tentarono in seguito di riprendere in mano il progetto, tra cui Paul e Gaëtan Brizzi, Dick Zondag, Glen Keane e Dave Goetz. Intorno al 2008, il regista Chris Buck iniziò a stendere una propria versione della fiaba, che sarebbe dovuta essere animata in 2D e intitolarsi Anna e la regina delle nevi: incontrò però gli stessi problemi dei suoi predecessori e il film venne nuovamente accantonato. Nel 2011 la Disney annunciò l'uscita, nel 2013, di un film intitolato Frozen, e Buck si rimise al lavoro. Tuttavia i personaggi creati, tra cui Anna, non risultarono abbastanza approfonditi, e restavano le difficoltà con il personaggio della regina delle nevi. Il produttore Peter Del Vecho spiegò che ciò era dovuto principalmente al fatto che era difficile relazionarsi con lei ed era troppo isolata, non avendo relazioni interpersonali. Pertanto, non riuscivano a spiegare le sue motivazioni. Dopo una serie di proposte, qualcuno del team di scrittura suggerì di rendere la regina delle nevi e Anna sorelle. "Una volta resisi conto che questi personaggi potevano essere fratelli e avere una relazione, è cambiato tutto", dichiarò Del Vecho.
La regina delle nevi, ora con il nome di Elsa, continuò ad essere vista come una nemica, e a maggio del 2013, la Disney diffuse la seguente trama di Frozen:
I primi manoscritti includevano più azioni antagonistiche di Elsa, come gettare intenzionalmente Arendelle in un inverno eterno. Inoltre, veniva mostrata mentre creava un esercito di pupazzi di neve, in modo simile a come la regina delle nevi originale creava la propria armata di fiocchi di neve; il personaggio comico di Olaf era all'inizio un pupazzo di neve più piccolo degli altri, scartato da Elsa perché non intimidatorio. In due mesi, però, le sceneggiature vennero modificate per enfatizzare la mancanza di controllo di Elsa sui propri poteri. Olaf diventò l'unico pupazzo creato da Elsa, e un promemoria del legame di amicizia che legava le sorelle durante l'infanzia. Nella versione finale, Elsa crea un unico gigante di ghiaccio di nome Marshmallow, che pone come sua guardia dopo essere stata chiamata mostro a causa dei suoi poteri. Secondo la regista Jennifer Lee, il personaggio è diventato un miscuglio tra Kai e la regina delle nevi, enfatizzando la sua rappresentazione simpatica. Del Vecho aggiunse: "Ci sono momenti in cui Elsa fa cose malvagie, ma poiché se ne capisce il motivo, cioè il desiderio di difendersi, puoi sempre relazionarti con lei".
Nel 2018 fu discussa la possibilità da parte dei Disney Studios di caratterizzare Elsa come un personaggio omosessuale in Frozen II. La possibilità fu in seguito scartata e fu deciso che Elsa nel film non avrebbe avuto alcun interesse sentimentale.

### Voce

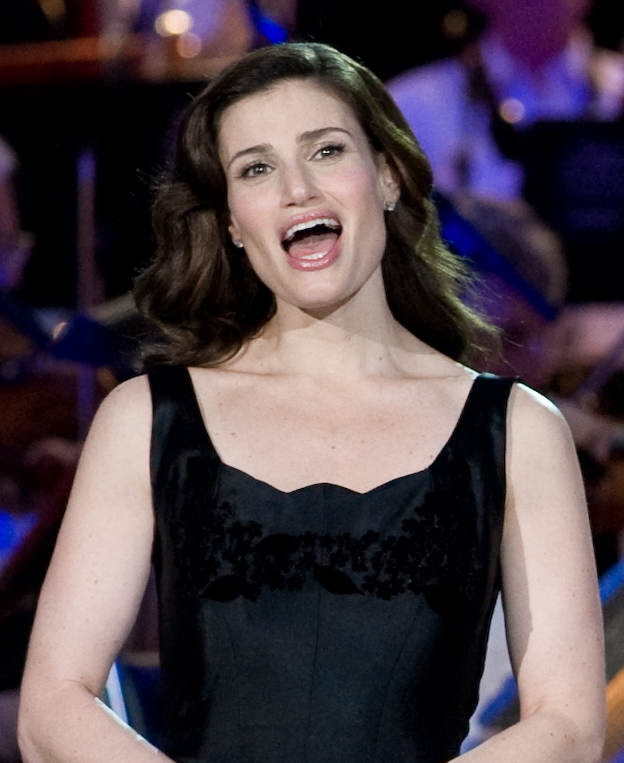
Idina Menzel ha prestato la sua voce sia per le parti parlate che per quelle cantate di Elsa.

Eva Bella e Spencer Lacey Ganus furono scelte, rispettivamente, per dare voce a Elsa da bambina e da adolescente. L'attrice e cantante Megan Mullally avrebbe dovuto interpretarla da adulta, ma lasciò il progetto e fu sostituita da Idina Menzel, attrice e cantante di Broadway. Menzel aveva fatto l'audizione nel 2010 per il ruolo da protagonista in Rapunzel - L'intreccio della torre: non aveva ottenuto la parte, ma il direttore del casting aveva registrato la sua esibizione e la fece ascoltare ai produttori di Frozen. Menzel ottenne il ruolo di Elsa dopo aver letto ad alta voce la sceneggiatura. Successivamente dichiarò che si identificava con il personaggio, poiché da piccola aveva nascosto il suo talento nel canto ai compagni di scuola.
Il regista Chris Buck credeva che la voce della Menzel avrebbe aiutato a rappresentare il personaggio, dichiarando: "Idina ha un senso di vulnerabilità nella voce. Interpreta un personaggio molto forte, ma che vive nella paura, così ci serviva qualcuno che potesse rappresentare entrambi questi lati, ed Idina era semplicemente incredibile." Menzel non era abituata a lavorare in film d'animazione e a dover interpretare il proprio personaggio solo con la voce, ma non lo trovò particolarmente difficile.
Durante la produzione, Menzel e Jonathan Groff, che interpretava Kristoff, andarono dagli animatori per spiegare come si sarebbero accostati ai propri personaggi. Gli animatori domandarono a Idina Menzel del suo modo di cantare, osservarono come respirava e la videoregistrarono; replicarono la sua respirazione su Elsa per aggiungere maggiore realismo. La sua voce ispirò la canzone di Elsa, "Let It Go". Secondo il compositore Robert Lopez, l'estensione vocale della cantante era in grado di trasmettere "il lato basso, vulnerabile, fragile di Elsa" così come la sua forza e auto-realizzazione. Menzel commentò che era "un onore" poter eseguire quella canzone e che le era piaciuto farlo. Buck e Lee furono anche molto sorpresi scoprendo quanto fossero compatibili e commoventi insieme le voci della Menzel e di Kristen Bell, che interpretava Anna, e vollero che le due stessero nella stessa stanza durante le registrazioni delle scene più emotive del film.

### Design e caratterizzazione
Dopo la scelta di Idina Menzel come voce di Elsa, la caratterizzazione del personaggio subì sostanziali modifiche. Inizialmente scritta come un'antagonista mono-dimensionale, fu gradualmente rivista rendendola più vulnerabile e sfaccettata. La regista Jennifer Lee dichiarò che Elsa era profondamente mossa dalla paura, mentre Menzel aggiunse che stava anche lottando con il suo potenziale di "donna forte, potente, straordinaria". Il produttore esecutivo e animatore John Lasseter divenne molto protettivo nei suoi confronti e fu inflessibile nel volerla porre in una luce più favorevole. Lee raccontò su Twitter che il linguaggio del corpo di Elsa e la sua affettazione erano "intenzionali per mostrare la sua ansia e depressione". A luglio 2013, la Disney diffuse le immagini dei personaggi principali del film insieme a una breve descrizione. Quella di Elsa era la seguente:
Il supervisore dell'animazione di Elsa fu Wayne Unten, che chiese appositamente il compito perché affascinato dalla sua complessità. Unten sviluppò attentamente le espressioni facciali di Elsa per far emergere la sua paura, in contrasto con l'impavidità di Anna. Per il lavoro fatto sul design e l'animazione di Elsa, Unten e altri tre impiegati della Disney Animation vinsero il premio come Miglior personaggio animato in un film cinematografico d'animazione ai 2013 Visual Effects Society Awards.
I produttori identificarono la scena in cui Elsa canta "Let It Go" e decide di lasciar andare il suo potere come un punto cardine per lo sviluppo del personaggio. Il supervisore del character design Bill Schwab disse: "Prima di 'Let It Go', Elsa è molto abbottonata, i capelli sono raccolti – tutto è perfetto. Durante la canzone, si permette di essere chi è e tutto cambia – i suoi capelli sono più selvaggi, il suo abito è magico. Finalmente è libera – anche se tutta sola." Gli animatori disegnarono l'aspetto di Elsa per riflettere la sua metamorfosi; all'inizio, è vestita di abiti stretti e limitanti. Menzel disse che, dopo aver accettato le sue abilità, diventa "una vamp", e che "è piuttosto sexy per la Disney, devo dire – spingono un po' in quella direzione! Ma c'è un bagliore nei suoi occhi e una camminata da modella che vi si adattano." A gennaio 2014, in un'intervista con John August e Aline Brosh McKenna, Lee rivelò che Lasseter l'aveva aiutata personalmente a concettualizzare la trasformazione fisica di Elsa: "La cosa che preferisco è che il vero modello è stato John Lasseter. È stato di enorme aiuto parlare di come animare questo viaggio emotivo... Si è alzato e ha fatto: 'i suoi capelli si sciolgono, e si trasforma, e avanza impettita'. E intanto lo faceva, recitava."
«Abbiamo immaginato come sarebbe stato essere cacciati dal proprio regno. Dover lasciar andare tutto quello che conosci e tutte le persone che ami. E tuttavia l'incredibile sollievo derivante dal poter finalmente lasciar andare quello che hai trattenuto per tutta la vita.»

— Kristen Anderson-Lopez sullo scrivere la canzone di Elsa, "Let It Go", e la scelta di renderla una protagonista invece di un'antagonista.
La scena era anche inizialmente intesa come punto di svolta dal quale Elsa sarebbe diventata cattiva. Robert Lopez, che compose la canzone insieme a sua moglie, Kristen Anderson-Lopez, spiegò: "Elsa stava per lasciare la sua immagine di principessa perfetta che aveva represso la propria personalità per tutta la vita a favore di un 'Vaffanculo. Sarò me stessa.'" Volevano usare il brano per ottenere una migliore comprensione del personaggio e di come sarebbe stato se non avesse più vissuto nella paura, cosa che alla fine lo rese molto più complesso. L'ultima strofa e l'abilità della Menzel "di essere fragile e vulnerabile e poi tirare fuori una voce potentissima" stravolsero la trama e portarono alla revisione di Elsa in un personaggio "buono". Inizialmente cerca di sopprimere i suoi poteri per non ferire gli altri, soprattutto Anna, e, quando non ne è più in grado, sparisce dal regno per proteggere chi le sta intorno. Lo sceneggiatore principale Paul Briggs disse che il supporto di Anna era ciò di cui Elsa aveva più bisogno quando il suo segreto veniva esposto. "La forza del legame familiare è ciò che rende questa storia così potente", spiegò, "perché è sua sorella che vuole guardare oltre il suo potere e mettersi tra lei e il mondo, se dovesse servire."
L'aspetto di Elsa dovette essere ridisegnato a causa della sua transizione da antagonista a protagonista. Originariamente somigliava agli altri cattivi Disney, con la pelle blu e appuntiti capelli neri, ed era stata modellata sulla cantante Amy Winehouse. Ai tempi, veniva immaginata con "capelli blu cotonati", una "profonda voce espressiva e drammatici sbalzi d'umore". Lasseter influenzò la creazione dell'aspetto finale più morbido, soprattutto per quanto riguarda i folti capelli biondi. Durante un viaggio di ricerca, i produttori scoprirono che in Norvegia esistevano vari tipi di trecce; assunsero allora uno stilista di New York per creare uno stile simile, ma differente. Un nuovo programma di animazione, Tonic, fu inventato per semplificare il compito, e i capelli di Elsa richiesero 420.000 poligoni in CGI.

#### Poteri magici
Poiché Elsa viene presentata come una bambina all'inizio del film, gli animatori volevano che la prima scintilla del suo potere riflettesse lo stato mentale innocente e fantasioso che aveva all'epoca. Questo incluse dare ai suoi primi fiocchi di neve un design semplice, mentre la loro struttura diventa più intricata con l'età adulta. Il co-supervisore degli effetti Marlon West spiegò: "Quando Elsa si lascia andare e inizia davvero a fare sua la magia, volevamo che il ghiaccio e la neve che evoca trasmettessero l'idea che adesso Elsa è cresciuta ed è diventata questa giovane donna bellissima, elegante, sicura di sé e potente."
Il palazzo di ghiaccio fu ideato per mostrare la maturazione dei suoi poteri e per "manifestare i suoi sentimenti verso il mondo". Inizialmente bellissimo, dopo che Elsa si rende conto della distruzione che ha inavvertitamente causato e di quanto gli altri la perseguitino, il palazzo diventa più oscuro e distorto, con ghiaccioli frastagliati sui muri. Lasseter suggerì di basarne la struttura su un fiocco di neve, e questa fu la forma data alle fondamenta. Lasseter volle anche che i fiocchi di neve influenzassero il modo in cui Elsa creava il palazzo. "I fiocchi di neve sono questi minuscoli cristalli di ghiaccio che si formano a mezzaria. E quando temperatura e umidità cambiano, i fiocchi iniziano a crescere e a ramificarsi," raccontò il co-supervisore degli effetti Dale Mayeda. "[Lasseter] disse: 'Sapete, quando Elsa costruisce il suo castello di ghiaccio, sarebbe fantastico se, man mano che si forma dal nulla, si ramificasse e solidificasse, ramificasse e solidificasse durante tutto il processo'."
Cinquanta animatori lavorarono alla scena in cui viene creato il palazzo, e ogni fotogramma richiese 30 ore di rendering. Successivamente estesero la tecnica anche ai vestiti di Elsa. Mentre il tradizionale rosemaling norvegese fu l'ispirazione per i costumi all'inizio del film, il suo abito di ghiaccio venne disegnato simile al suo palazzo, con uno stile fortemente influenzato dai fiocchi di neve. Il mantello stesso è un grande fiocco di neve.

## Accoglienza
Il personaggio di Elsa è stato ampiamente lodato dai critici per la sua personalità sfaccettata e in evoluzione. Matt Goldberg di Collider.com commentò che era "incredibilmente simpatica" mentre Deepanjana Pal di Firstpost lodò la decisione di renderla una protagonista, dicendo: "Elsa non ha una visione della maternità cattiva, glaciale, deformata come la regina delle nevi originale. È una giovane donna in circostanze difficili, spaventata, che cerca di capire le sue abilità ed è oppressa dalle aspettative e dalle convenzioni." James Croot di Stuff.co.nz paragonò la sua umiliazione e il suo esilio a quelli di Simba ne Il re leone. Katherine Webb, critica del Wall St. Cheat Sheet, scrisse che le scene in cui Elsa acquista confidenza e individualità trasmettevano "un messaggio eccitante alle ragazzine in cerca di una nuova principessa come modello".
Laurie Levy di Chicago Now scrisse che i suoi nipotini "ammiravano Elsa per essere brillante, forte e magica" e non si curavano del fatto che non avesse nessuna storia romantica. Secondo Magdalena Lachowicz, critica cinematografica di The Heights, la relazione di Elsa con Anna è la parte più importante del film, e Stephen Holden del The New York Times apprezzò che, distaccandosi dalla tradizionale formula Disney, fosse l'amore fraterno e non quello romantico a "sciogliere il cuore di ghiaccio di una spaventata Elsa". Anche altri critici lodarono il rapporto tra le due sorelle. Debbie Lynn Elias del Culver City Observer, in particolare, scrisse che "Elsa e Anna sono le due facce di una stessa medaglia, entrambe forti, anche se una attraverso il potere e la confidenza e l'altra attraverso la perseveranza e l'amore.
Numerosi recensori commentarono che Elsa era più interessante di Anna. Lo scrittore Fred Hawson di ABS-CBN la descrisse come "un personaggio incredibile con una situazione unica e difficile a causa dei poteri che ha" ed espresse l'opinione che Frozen si sarebbe dovuto concentrare su di lei piuttosto che su Anna. Samra Muslim del The Express Tribune sostenne che era la sua presenza a tenere lo spettatore "incollato" allo schermo, e che il suo personaggio avrebbe dovuto essere esplorato di più.
Non mancarono le critiche negative. Charlotte O'Sullivan del London Evening Standard disse che Elsa "assomigliava a uno di quei mentori fragili di The X Factor. Ombretto viola, vita sottile, tacchi da gattina". Anna Smith del The Guardian non approvò che sia Elsa che Anna avessero figure snelle e occhi grandi come le tipiche Principesse Disney. Dana Stevens della rivista Slate, pur apprezzando l'eccitazione derivante dalla crescita dei poteri di Elsa, criticò la scelta di illustrare la confidenza acquisita cambiando il suo aspetto; Stevens espresse inoltre la preoccupazione che il passaggio dal modesto abito dell'incoronazione a "un vestito attillato con lo spacco fino alla coscia e una fantasia trasparente a fiocchi di neve, un paio di tacchi alti color argento" e un taglio di capelli che suggeriva "una seduzione da cattiva ragazza civettuola" fosse eccessivamente sessuale.

### Riconoscimenti
A dicembre 2013, Elsa e Anna furono candidate come Miglior Personaggio Femminile Animato dalla Alliance of Women Film Journalists, premio che fu vinto da Anna. Elsa ottenne tutti e tre i riconoscimenti a cui era stata candidata ai 2013 Visual Effects Society Awards, tra cui Miglior Personaggio Animato in un Film d'Animazione, Miglior Ambiente Creato in un Film d'Animazione per il suo palazzo di ghiaccio, e Miglior FX e Simulazione di Animazione in un Film d'Animazione per la sua bufera di neve. La sua canzone, "Let It Go", vinse l'Oscar per la migliore canzone ai Premi Oscar 2014, il Critics' Choice Awards per la migliore canzone ai Critics' Choice Awards 2013, Phoenix Film Critics Society per la migliore canzone ai Phoenix Film Critics Society Awards 2013 e il Denver Film Critics Society Awards per la migliore canzone ai Denver Film Critics Society Awards 2013.

## Altri media

### Ralph Spacca Internet(2018)
Nel sequel del film di Ralph Spaccatutto Vanellope incontra diverse principesse Disney all'interno del sito Oh My Disney, tra cui Elsa. Qui Elsa e sua sorella hanno fatto amicizia con le altre principesse Disney. Le principesse faranno amicizia con Vanellope facendole capire che deve cercare la sua felicità. Con le loro abilità salveranno Ralph mentre sta precipitando nel vuoto.

### Kingdom Hearts III(2019)
Elsa appare nel videogioco Kingdom Hearts III dove fa la conoscenza di Sora, Paperino e Pippo. Le vicende del gioco si svolgono durante gli eventi del film d'animazione Frozen - Il regno di ghiaccio.

### Musical di Broadway
Caissie Levy ha interpretato Elsa nel musical di Broadway che ha debuttato nel marzo del 2018. L'adattamento di Broadway include diverse nuove canzoni originali per Elsa, tra cui "Dangerous to Dream" e "Monster"